# Січове
Січове́ (з 1851 до 1932 — Свинолупівка, до 2024 року — Перемо́жне) — селище в Україні, в Якимівській селищній громаді Мелітопольського району Запорізької області. Населення становить 892 осіб. До 2017 року орган місцевого самоврядування — Переможненська сільська рада.

## Географія
Селище Січове розташоване за 35 км від адміністративного центру Якимівської селищної громади, 62 км від районного центру та за 2 км від села Степове.

## Історія
Село засноване у 1851 році під первинною назвою Свинолупівка.
7 (20) листопада 1917 року, відповідно до Третього Універсалу Української Центральної Ради, увійшло до складу Української Народної Республіки.
У 1932 році перейменоване в село Переможне.
16 травня 2017 року Переможненська сільська рада об'єднана з Якимівською селищною громадою.
12 червня 2020 року, відповідно до розпорядження Кабінету Міністрів України № 713-р «Про визначення адміністративних центрів та затвердження територій територіальних громад Запорізької області» затверджені населені пункти, що увійшли до складу Якимівської селищної громади.
19 липня 2020 року, в результаті адміністративно-територіальної реформи та ліквідації Якимівського району, селище увійшло до складу Мелітопольського району.
З 24 лютого 2022 року, з початку російського вторгнення в Україну, селище тимчасово окуповане російськими загарбниками.
18 вересня 2024 року, відповідно з постановою Верховної Ради України № 12043, ухвалено рішення про перейменування селища Переможне на Січове.

## Економіка
- «Переможець», виробничий кооператив.

## Об'єкти соціальної сфери
- Середня загальноосвітня школа.
- Дитячий дошкільний навчальний заклад.
- Будинок культури.
- Дільнична лікарня.

## Особистість
- Майборода Володимир Анатолійович (1967—2018) — прапорщик Збройних сил України, учасник російсько-української війни[5].